# Армавір (авіабаза)
Армаві́р — авіаційна база ВПС Росії в Краснодарському краї, на південній околиці міста Армавір. На аеродромі базується 713-й навчальний авіаполк, у складі 783-го навчального центру. Інструктори полку здійснюють підготовку льотчиків винищувальної авіації на літаках Л-39, МіГ-29 та Як-130.

## Історія
1 червня 1951 року був сформований 713-й навчальний авіаційний полк бойового застосування (НАП) у складі двох ескадрилій. На озброєнні частини в той час були літаки По-2, Як-12, Як-3, Як-9,  Як-11 та МіГ-15.
З 1985 по 1992 навчання курсантів велося тільки на літаках МіГ-23.
З 2014 року для навчання використовуються літаки Як-130.

## Аварії та катастрофи
- 4 вересня 2006 під час заходу на посадку через відмову механізму не вийшла передня опора шасі. Досвідчений інструктор, полковник Прошкін, майстерно виконав аварійну посадку лише на задні стійки. Літак отримав незначні пошкодження[1].

- 14 вересня 2006, в районі Армавіра, під час виконання планового тренувального польоту розбився навчально-тренувальний літак Л-39. Курсант катапультувався, льотчик-інструктор Дмитро Хребтов загинув.[3]

- 1 лютого 2008, сталася аварія літака Л-39. При виконанні польотного завдання сталася зупинка двигуна. Після двох марних спроб запуску льотчик відвів літак у безпечний район і на встановленій висоті об 12:25 виконав катапультування. Льотчик другого класу майор А. Сєров катапультувався.[4][5]

- 4 вересня 2014 року в районі м. Армавір, під час навчально-тренувального польоту при заході на посадку у літака МіГ-31 о 7:38 не вийшла права стійка шасі. Екіпаж вивів літак у зону залишення та катапультувався, після чого був доставлений в лікарню з травмами[6].